# Élections législatives de 1877 en Corrèze
Les élections législatives de 1877 ont eu lieu le 14 octobre.

## Députés élus
|   | Circonscription | Député sortant               |  | Groupe parlementaire | Député élu                   |  | Groupe parlementaire |
| - | --------------- | ---------------------------- |  | -------------------- | ---------------------------- |  | -------------------- |
| 1 | Brive 1e        | Auguste Le Cherbonnier       |  | Union républicaine   | Auguste Le Cherbonnier       |  | Union républicaine   |
| 2 | Brive 2e        | Louis Chassaignac de Latrade |  | Gauche républicaine  | Louis Chassaignac de Latrade |  | Gauche républicaine  |
| 3 | Tulle 1e        | Adolphe de Chanal            |  | Gauche républicaine  | Adolphe de Chanal            |  | Gauche républicaine  |
| 4 | Tulle 2e        | Léon Vacher                  |  | Union républicaine   | Léon Vacher                  |  | Union républicaine   |
| 5 | Ussel           | Louis Laumond                |  | Gauche républicaine  | Louis Laumond                |  | Gauche républicaine  |

## Résultats à l'échelle du département
|                | Gauche républicaine        | 21 293 | 31,64  | 3 |  |  |
|                | Union républicaine         | 18 101 | 26,90  | 2 |  |  |
|                | Bonapartistes              | 15 414 | 22,91  | 0 |  |  |
|                | Centre-droit               | 6 199  | 9,21   | 0 |  |  |
|                | Légitimistes, Monarchistes | 6 173  | 9,17   | 0 |  |  |
|                | Divers                     | 113    | 0,17   | 0 |  |  |
|                |                            |        |        |   |  |  |
| Inscrits       | Inscrits                   | 84 287 | 100,00 | 5 |  |  |
| Votants        | Votants                    | 67 508 | 80,09  |   |  |  |
| Abstentions    | Abstentions                | 16 779 | 19,91  |   |  |  |
| Blancs et nuls | Blancs et nuls             | 215    | 0,32   |   |  |  |
| Exprimés       | Exprimés                   | 67 293 | 99,68  |   |  |  |

## Résultats par arrondissement

### Arrondissement de Brive

#### 1recirconscription
| Candidats      | Candidats                | Étiquette,         | Premier tour | Premier tour |  |
| Candidats      | Candidats                | Étiquette,         | Voix         | %            |  |
| -------------- | ------------------------ | ------------------ | ------------ | ------------ |  |
|                | Auguste Le Cherbonnier   | Union républicaine | 8 370        | 59,02        |  |
|                | Pierre-Ursmer Chauviniat | Bonapartiste       | 5 735        | 40,44        |  |
|                | Divers                   |                    | 76           | 0,54         |  |
|                |                          |                    |              |              |  |
| Inscrits       | Inscrits                 | Inscrits           | 17 392       | 100,00       |  |
| Votants        | Votants                  | Votants            | 14 241       | 81,88        |  |
| Abstention     | Abstention               | Abstention         | 3 151        | 18,12        |  |
| Blancs et nuls | Blancs et nuls           | Blancs et nuls     | 60           | 0,42         |  |
| Exprimés       | Exprimés                 | Exprimés           | 14 181       | 99,58        |  |

#### 2ecirconscription
| Candidats      | Candidats                    | Étiquette,          | Premier tour | Premier tour |  |
| Candidats      | Candidats                    | Étiquette,          | Voix         | %            |  |
| -------------- | ---------------------------- | ------------------- | ------------ | ------------ |  |
|                | Louis Chassaignac de Latrade | Gauche républicaine | 8 281        | 64,51        |  |
|                | Roques                       | Bonapartiste        | 4 536        | 35,34        |  |
|                | Divers                       |                     | 20           | 0,16         |  |
|                |                              |                     |              |              |  |
| Inscrits       | Inscrits                     | Inscrits            | 15 918       | 100,00       |  |
| Votants        | Votants                      | Votants             | 12 884       | 80,94        |  |
| Abstention     | Abstention                   | Abstention          | 3 034        | 19,06        |  |
| Blancs et nuls | Blancs et nuls               | Blancs et nuls      | 47           | 0,36         |  |
| Exprimés       | Exprimés                     | Exprimés            | 12 837       | 99,64        |  |

### Arrondissement de Tulle

#### 1recirconscription
| Candidats      | Candidats          | Étiquette,          | Premier tour | Premier tour |  |
| Candidats      | Candidats          | Étiquette,          | Voix         | %            |  |
| -------------- | ------------------ | ------------------- | ------------ | ------------ |  |
|                | Adolphe de Chanal  | Gauche républicaine | 6 584        | 51,59        |  |
|                | Auguste Lestourgie | Monarchiste         | 6 173        | 48,37        |  |
|                | Divers             |                     | 4            | 0,03         |  |
|                |                    |                     |              |              |  |
| Inscrits       | Inscrits           | Inscrits            | 16 141       | 100,00       |  |
| Votants        | Votants            | Votants             | 12 792       | 79,25        |  |
| Abstention     | Abstention         | Abstention          | 3 349        | 20,75        |  |
| Blancs et nuls | Blancs et nuls     | Blancs et nuls      | 31           | 0,24         |  |
| Exprimés       | Exprimés           | Exprimés            | 12 761       | 99,76        |  |

#### 2ecirconscription
| Candidats      | Candidats       | Étiquette,         | Premier tour | Premier tour |  |
| Candidats      | Candidats       | Étiquette,         | Voix         | %            |  |
| -------------- | --------------- | ------------------ | ------------ | ------------ |  |
|                | Léon Vacher     | Union républicaine | 9 731        | 65,37        |  |
|                | Charles Lachaud | Bonapartiste       | 5 143        | 34,55        |  |
|                | Divers          |                    | 13           | 0,09         |  |
|                |                 |                    |              |              |  |
| Inscrits       | Inscrits        | Inscrits           | 18 099       | 100,00       |  |
| Votants        | Votants         | Votants            | 14 949       | 82,60        |  |
| Abstention     | Abstention      | Abstention         | 3 150        | 17,40        |  |
| Blancs et nuls | Blancs et nuls  | Blancs et nuls     | 62           | 0,41         |  |
| Exprimés       | Exprimés        | Exprimés           | 14 887       | 99,59        |  |

### Arrondissement d'Ussel
| Candidats      | Candidats       | Étiquette,          | Premier tour | Premier tour |  |
| Candidats      | Candidats       | Étiquette,          | Voix         | %            |  |
| -------------- | --------------- | ------------------- | ------------ | ------------ |  |
|                | Louis Laumond   | Gauche républicaine | 6 428        | 50,91        |  |
|                | Gabriel Lébraly | Centre-droit        | 6 199        | 49,09        |  |
|                |                 |                     |              |              |  |
| Inscrits       | Inscrits        | Inscrits            | 16 737       | 100,00       |  |
| Votants        | Votants         | Votants             | 12 642       | 75,53        |  |
| Abstention     | Abstention      | Abstention          | 4 095        | 24,47        |  |
| Blancs et nuls | Blancs et nuls  | Blancs et nuls      | 15           | 0,12         |  |
| Exprimés       | Exprimés        | Exprimés            | 12 627       | 99,88        |  |